# Dimovo
Dimovo (bulgară Димово) este un oraș în nord-vestul Bulgariei, parte a Regiunii Vidin. Este centrul administrativ al municipalității Dimovo, care se află în partea de est a Regiunii Vidin, la 30 de kilomteri de Vidin și Dunăre, la 50 de kilometri de Bregovo și la punctul de trecere a frontierei cu Serbia.

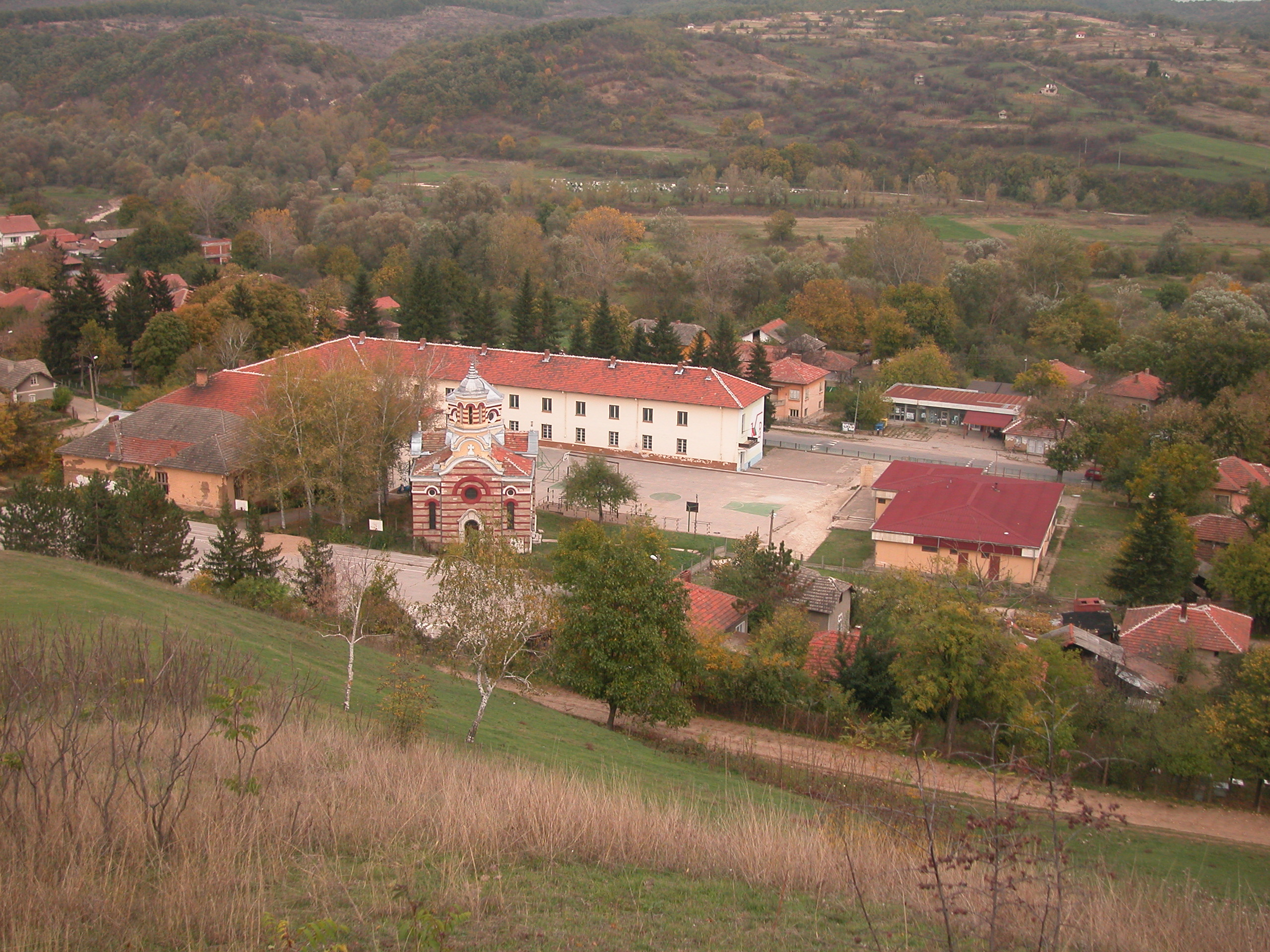
Şcoala primară şi Biserica Ortodoxă din Dimovo

## Demografie
Componența etnică a orașului Dimovo
     Romi (7,23%)
     Bulgari (79,53%)
     Nicio identificare (13,22%)
     Altele (0%)
La recensământul din 2011, populația orașului Dimovo era de 1.202 locuitori. Din punct de vedere etnic, majoritatea locuitorilor (79,53%) erau bulgari, cu o minoritate de romi (7,23%). Pentru 13,22% din locuitori nu este cunoscută apartenența etnică.